# Jalal Kameli Mofrad
Jalal Kameli Mofrad (Shadegan, 15 maggio 1981) è un ex calciatore iraniano, di ruolo difensore.

## Carriera

### Club
Ha sempre giocato nel campionato iraniano.

### Nazionale
Con la maglia della Nazionale ha collezionato 26 presenze tra il 2002 e il 2007.

## Palmarès
- Giochi asiatici: 1

2002
- WAFF Championship

2004